# Влодарчик, Агнешка
Агнешка Влодарчик (пол. Agnieszka Włodarczyk; 13 декабря 1980, Славно) — польская актриса и певица.

## Биография
Родители Агнешки Влодарчик развелись, когда ей было всего два года. У неё есть младший брат, Роберт.
Некоторое время киноактриса встречалась с телеведущим Рафалом Касинским. С 2002 по 2011 год встречалась со своим менеджером Якубом Сиско. С 2012 года Агнешка встречается с актёром Миколаем Кравчиком.

## Карьера
В 1995 году принимала участие в конкурсе «Юная Мисс Польша». Свои первые шаги как актриса она сделала в театре Баффо в Варшаве. Её актёрским дебютом был польский вариант мюзикла «Метро». В 1996 году она была выбрана на роль Сары в фильме «Охранник для дочери» среди более чем ста кандидаток. С 1998 по 2007 год играла в польском театре Телевидения. В сентябре 2002 года появилась на обложке польской версии журнала «Playboy».

## Награды и номинации
- 1999 — Приз за лучший дебют на фестивале «Стожары» (роль Сары в фильме «Охранник для дочери»)

## Фильмография
| Год       |   | Русское название                                 | Оригинальное название                                 | Роль             |
| --------- | - | ------------------------------------------------ | ----------------------------------------------------- | ---------------- |
| 1997      | ф | Охранник для дочери                              | Sara                                                  | Сара             |
| 1997—1998 | с | 13 участок                                       | 13 posterunek                                         | Агнешка Цезари   |
| 2000      | с | 13 участок 2                                     | 13 posterunek 2                                       | Агнешка Цезари   |
| 2000      | ф | Первый миллион                                   | Pierwszy milion                                       | блондинка        |
| 2000      | с | На добре и на зле                                | Na dobre i na złe                                     | Бася             |
| 2001—2007 | с | Плебания                                         | Plebania                                              | Виктория         |
| 2001      | ф | Утро койота                                      | Poranek kojota                                        | девушка          |
| 2001      | ф | Стать Мисс                                       | Zostać miss                                           | Текла Казмарек   |
| 2002      | ф | Сделай своё дело                                 | Rób swoje, ryzyko jest twoje                          | Телимена Хоффман |
| 2002      | ф | E=mc2                                            | E-mc2                                                 | Стелла           |
| 2003      | ф | Стать Мисс 2                                     | Zostać miss 2                                         | Текла Казмарек   |
| 2004      | ф | Никогда в жизни!                                 | Nigdy w życiu!                                        | Иоланта          |
| 2004      | с | Кабаны                                           | Dziki                                                 | Магда Липска     |
| 2004      | с | Преступники                                      | Kryminalni                                            | Литицка          |
| 2005      | с | Чего боятся мужчины, или Секс в небольшом городе | Czego się boją faceci, czyli seks w mniejszym mieście | Ольга            |
| 2005      | с | Кабаны 2: Поединок                               | Dziki 2: Pojedynek                                    | Магда Липска     |
| 2006      | ф | Уроки английского                                | Job, czyli ostatnia szara komórka                     | Каролина         |
| 2007      | ф | Я вам покажу!                                    | Ja wam pokażę!                                        | Иренка           |
| 2008      | с | Далеко от носилок                                | Daleko od noszy                                       | девушка          |
| 2009—2012 | с | Первая любовь                                    | Pierwsza miłość                                       | Анна Билевска    |
| 2012      | ф | Варшавское похмелье                              | Kac Wawa                                              | Беата            |

## Дискография
- 2007 — Nie dla oka (My Music)
- 2011 — Najpiękniejsze polskie kolędy (EMI Music Poland)